# Turó de Farners
El Turó de Farners és una muntanya de 431 metres que es troba al municipi de Santa Coloma de Farners, a la comarca de la Selva.